# Деккерс, Жаннин
Жаннин Деккерс (17 октября 1933, Лакен, Бельгия — 29 марта 1985, Вавр, Бельгия) — бельгийская монахиня и певица известная как Sœur Sourire (от фр. «Сестра-Улыбка»), и The Singing Nun (Поющая монахиня). Наиболее известная песня «Доминик», посвященная св. Доминику, заняла первую строчку в чартах Канады, Новой Зеландии и США, а также вошла в десятку лучших песен в хит-парадах Австралии, Великобритании, Германии, Дании, Нидерландов, Норвегии и ЮАР.

## Биография
Жаннин Деккерс родилась в семье брюссельского кондитера и была старшей из четырёх детей. Жаннин закончила католическую школу искусств и в юности была активным членом скаутского движения. Именно для своих подопечных Жаннин купила первую гитару. Несмотря на то, что мысли об уходе от мира посещали её и раньше, в 1954 году Деккерс получила диплом преподавателя искусств и несколько лет проработала в школе. Работа приносила мало удовлетворения и в 1959 году она решила уйти в монастырь. Она стала послушницей в доминиканском монастыре Фишермон в Валлонском Брабанте под именем Люк-Габриэль. В монастырь она принесла с собой гитару, прозванную ей «сестра Адель».

## Сестра Улыбка
Песни сестры Люк-Габриэль пользовались популярностью среди сестёр и было решено записать их для распространения среди посетителей монастыря и послушниц. В надежде поправить финансовое положение монастыря за счёт продажи пластинок настоятельница обратилась в нидерландскую звукозаписывающей компанию Philips и в 1963 году пластинка была записана. Согласно подписанному контракту сестра Люк-Габриэль, в соответствии с принятым ей обетом бедности, не получала ничего из прибыли, делившейся между монастырём и компанией Philips. Philips получал почти 98 % прибыли, а монастырь — лицензионную плату в размере 3 % от 90 % выручки до налогообложения полученной от продажи дисков в Бельгии и 1,5 % от 90 % выручки до налогообложения полученной от продажи дисков за её рубежом. В обмен на это монастырю была гарантирована анонимность исполнительницы: её имя и фотография были сохранены в тайне. Звукозаписывающей компании Жаннин Деккерс также обязана псевдонимом Sœur Sourire («Сестра-Улыбка»).
Одной из песен первой пластинки стала знаменитая «Доминик», прославившая исполнительницу: записи «Доминик» были проданы в почти двух миллионах экземпляров, она заняла первые строки хит-парадов. По мнению Ребекки Салливан популярности «Доминик» способствовал общественный интерес к новому католицизму, католицизму папы Иоанна XXIII и Второго Ватиканского собора, равно как и таинственность безымянной бельгийской монахини, напоминавшей об Одри Хепбёрн в роли бельгийской монахини сестры Люк.
В 1963 году, на пике популярности Деккерс была послана учиться богословию в Лёвенском университете. Богословие Жаннин интересовало мало, однако именно в Лёвене она снова встретила подругу юности Анни Пеше. В 1964 году она приняла участие в шоу Эда Салливана, которое специально из-за неё снималось в монастыре. В 1965 году вышел фильм «Поющая монахиня» с Дебби Рейнольдс в главной роли. Фильм Деккерс разочаровал.
Всё более и более удаляясь от монастырской жизни, в 1966 году Жаннин Деккерс приняла решение вернуться в мир. Под давлением церкви она была вынуждена отказаться от псевдонима Sœur Sourire.

## Люк Доминик
После возвращения в мир Жаннин Деккерс продолжила выступать под псевдонимом Люк Доминик. Её песни становились всё более и более злободневными — к примеру, она выступала в поддержку контрацепции (Glory Be to God for the Golden Pill). Песни, однако, не были популярны. В 1968 году под псевдонимом Люк Доминик Деккерс опубликовала книгу «Жить правдой» (фр. Vivre sa vérité).
В это же время отношения с Пеше стали более близкими. Характер отношений Деккерс и Пеше описывается разными авторами по-разному: Губен пишет об очень сердечной дружбе (фр. une amitié très affectueuse), в то время как Мёрис говорит о гомосексуальных отношениях. Так или иначе, известно, что женщины жили вместе.
К концу 1960-х у Жаннин Деккерс обнаруживаются психические проблемы.
В 1970-е вместе с Пеше Деккерс открыла школу для детей-аутистов. Религиозный поиск привёл её в 1973 году к харизматическому движению и по настоянию кардинала Сюненса она написала несколько песен для этого движения, с которыми так же выступила в Питтсбурге. Успех был однако недолгим.
В то же время бельгийское налоговое управление обвинило Деккерс в неуплате налогов на доходы, полученные ей во время «Сестры Улыбки». Отсутствие документов, подтверждавших дары монастырю, и её имя на подписанном с Philips контракте превратило финансовые затруднения в драму.
1980-е годы ознаменовались финансовыми проблемами, усугублёнными алкоголизмом и депрессией. В 1982 году из-за финансовых проблем Деккерс и Пеше были вынуждены закрыть школу для детей-аутистов. 29 марта 1985 года Жаннин Деккерс и Анни Пеше покончили с собой.

## Жаннин Деккерс в кино
Жизни «Сестры Улыбки» были посвящены три фильма:
- «The Singing Nun» (1966) с Дебби Рейнольдс в главной роли.

Премия «Оскар» за лучшую музыкальную адаптацию (номинация), 1966

Первая премия «Golden Laurel» как лучшему мюзиклу, 1966

Вторая премия «Golden Laurel» как лучшей актрисе на главной роли Дебби Рейнольдс, 1966

Третья премия «Golden Laurel» как лучшей актрисе второго плана Агнес Мурхед, 1966
- «Suor Sorriso» (2001)
- «Sœur Sourire» (2009) с Сесиль де Франс в главной роли.

Премия им. Магритта за лучшие костюмы (победа), 2011

Премия им. Магритта как лучшей актрисе на главной роли Сесиль де Франс (номинация), 2011

Премия им. Магритта как лучшей актрисе второго плана Сандрин Бланке (номинация), 2011